# Osiedle robotnicze na Górczynie

Osiedle robotnicze na Górczynie - plan sytuacyjny

Osiedle robotnicze na Górczynie - plan bloku

Osiedle robotnicze na Górczynie – jedno z pierwszych osiedli, jakie miasto Poznań zbudowało dla uboższych warstw społecznych po I wojnie światowej, celem złagodzenia wielkiego głodu mieszkaniowego, jaki dotykał rozwijające się wówczas miasto. Osiedle położone jest w kwartale ulic Głogowska – Krzywa – Andrzejewskiego.

## Historia
Osiedle zaprojektował Jerzy Tuszowski, autor podobnej realizacji na Zagórzu, gdzie zaplanował osiedle socjalne. Kolonia robotnicza na Górczynie zrealizowana została w 1925.

## Architektura
Zewnętrzną zabudowę tworzą niewielkie dwukondygnacyjne bloki, a wewnątrz założenia posadowiono obiekty niższe. Umieszczenie domów wydziela niewielkie, zielone podwórka. Geometryczna forma osiedla przeciwstawiała się malowniczości wcześniejszych osiedli pruskich, jakie powstawały w Poznaniu, zwłaszcza dla warstw zamożniejszych (np. Sołacz). Domy pokryto spadzistymi dachami i pozbawiono większych ozdób, z uwagi na konieczność taniego budowania. Ograniczono się do gzymsów i naczółków. 
Na jednej kondygnacji pomieszczono cztery mieszkania, złożone z pokoju i kuchni mieszkalnej. Na parterach przewidziano miejsca na sklepy i magazyny (jest tu też poczta). Całość założenia urbanistycznego dopinała szkoła i plac zabaw. Wspólne łazienki usytuowano nieco w bok od całego zespołu.
Osiedle do dziś zachowało się w mocno niezmienionej formie, a część domów jest modernizowana z zachowaniem ich charakteru.